# Mr. Krabs
Mr. Krabs (Sr. Krabs (português europeu) ou Sr. Sirigueijo (português brasileiro) ou Siriguejo(pt-BR)) é um personagem fictício da série animada de televisão estadunidense SpongeBob SquarePants. Ele foi criado pelo biólogo marinho e animador Stephen Hillenburg, sendo dublado em inglês pelo ator Clancy Brown desde sua estreia juntamente com a série em 1.º de maio de 1999.
O personagem é proprietário e gerente do Krusty Krab, um restaurante de fast food de destaque localizado na cidade subaquática de Bikini Bottom. Ele reside em uma âncora oca junto com sua filha adolescente, Pearl. Krabs é caracterizado como ganancioso que costuma negligenciar as necessidades de seus funcionários, SpongeBob e Squidward Tentacles. Também mantém uma rivalidade com Plankton, dono do restaurante concorrente, o Chum Bucket.
O personagem foi positivamente recebido pelos críticos no episódio piloto, mas recebeu algumas críticas negativas com a progressão do seriado. A principal pauta das críticas aborda a ganância apresentada pelo personagem. Krabs apareceu em muitas publicações, brinquedos e outras mercadorias da série. Além disso, apareceu no longa-metragem de 2004, The SpongeBob SquarePants Movie, e em sua sequência de 2015, The SpongeBob Movie: Sponge Out of Water.

## Papel emSpongeBob SquarePants
O Mr. Krabs é o proprietário e gerente do restaurante de fast food Krusty Krab, local onde SpongeBob e Squidward Tentacles trabalham como cozinheiro e caixa, respectivamente. O estabelecimento é famoso por servir o sanduíche Krabby Patty, cuja fórmula é um segredo comercial bem guardado. O gosto renomado dos sanduíches atrai clientes do Bikini Bottom, transformando o Krusty Krab em um negócio bem-sucedido. Krabs frequentemente explora a popularidade do estabelecimento, aumentando abusivamente os preços dos produtos e cobrando de seus próprios funcionários pelo uso dos serviços do edifício.
No outro lado da rua, situa-se o Chum Bucket, um outro restaurante de fast food de propriedade e operado por Plankton, que era o melhor amigo do Mr. Krabs; porém, posteriormente, tornou-se seu principal concorrente. Suas tentativas frustradas de roubar a receita secreta do Krabby Patty para replicar e arruinar o Krusty Krab são um dos principais tópicos da trama ao longo da série. Para evitar isso, Krabs se esforça ao máximo para impedir que o seu rival obtenha a receita; ele até se recusa a vender legitimamente o sanduíche a Plankton, por medo de que o rival consiga a fórmula através de engenharia reversa. Em alguns episódios, Krabs se mostra disposto a impedir que o concorrente tenha sucesso nos negócios.
Mr. Krabs valoriza o dinheiro mais do que seu próprio bem-estar e avalia os outros personagens com base em seu valor financeiro. As únicas exceções são sua filha Pearl e sua namorada, a Sra. Puff. Seu amor pela última é tão forte que transcende temporariamente sua ganância e o leva a comprar vários presentes caros. Krabs tolera seus dois funcionários porque eles trabalham com pouco salário, propiciando um impacto positivo em suas finanças, mas ele não retarda em repreendê-los em situações que afetam os clientes do Krusty Krab. O personagem tem uma tentativa de relacionamento pai-filho com SpongeBob; Krabs costuma repreendê-lo se ele estiver com problemas, mas às vezes lhe dá conselhos de pai. O ex-showrunner Paul Tibbitt afirmou que essa dinâmica é sua parte favorita do programa, declarando à Digital Spy em 2011 que "o aspecto de SpongeBob que ele mais ama é sua lealdade eterna ao Mr. Krabs. Não importa como Krabs o trata." e completou que "tenta replicar isso na própria vida de todas as formas."

## Desenvolvimento
Mr. Krabs é o único personagem do seriado inicialmente baseado em uma pessoa específica da vida de Stephen Hillenburg. Ao criar o personagem, Hillenburg se inspirou em seu antigo gerente em um restaurante de frutos do mar. Segundo ele, o gerente era ruivo, musculoso e ex-cozinheiro do exército; esses três traços foram adaptados ao caráter de Mr. Krabs, com a cor vermelha dos caranguejos substituindo os cabelos ruivos. A maneira de falar de Krabs também foi inspirada pelo dono do restaurante, que lembrava um pirata com seu forte sotaque do Maine. No entanto, o proprietário não era ganancioso; esse detalhe foi adicionado por Hillenburg para "dar mais personalidade" ao personagem.
Originalmente, Hillenburg havia planejado o sobrenome do personagem escrito com "C", assim como o restaurante dele. No entanto, mudou os nomes pouco antes do início da produção do episódio piloto do seriado, decidindo que as grafias com "K" seriam mais engraçadas e memoráveis. Outro detalhe alterado foi a residência do personagem; em 1997, Hillenburg havia mostrado aos executivos da Nickelodeon uma apresentação geral do seriado que mostrava o Krusty Krab como moradia de Mr. Krabs. A casa âncora, por sua vez, foi incluída após o início da produção da primeira temporada.
Mr. Krabs tem uma maneira distinta de andar; quando ele se locomove, os pés se movem muito rapidamente dando a impressão que ele tem mais de duas pernas. Ao dirigir a animação nos primeiros episódios, um dos objetivos de Hillenburg era que cada personagem tivesse um ciclo de caminhada distinto que mostrasse suas personalidades; o artista de esboço sequencial Erik Wiese projetou o ciclo de caminhada de Krabs com a intenção de torná-lo um desenho animado. Wiese lembrou em 2012: "Eu animei os pezinhos de Mr. Krabs em um ciclo de desfoque múltiplo de quatro quadros — acho que foi a melhor solução para fazê-lo andar como um caranguejo". Hillenburg aprovou a animação depois que Wiese a demonstrou em uma máquina de teste a lápis.

### Voz

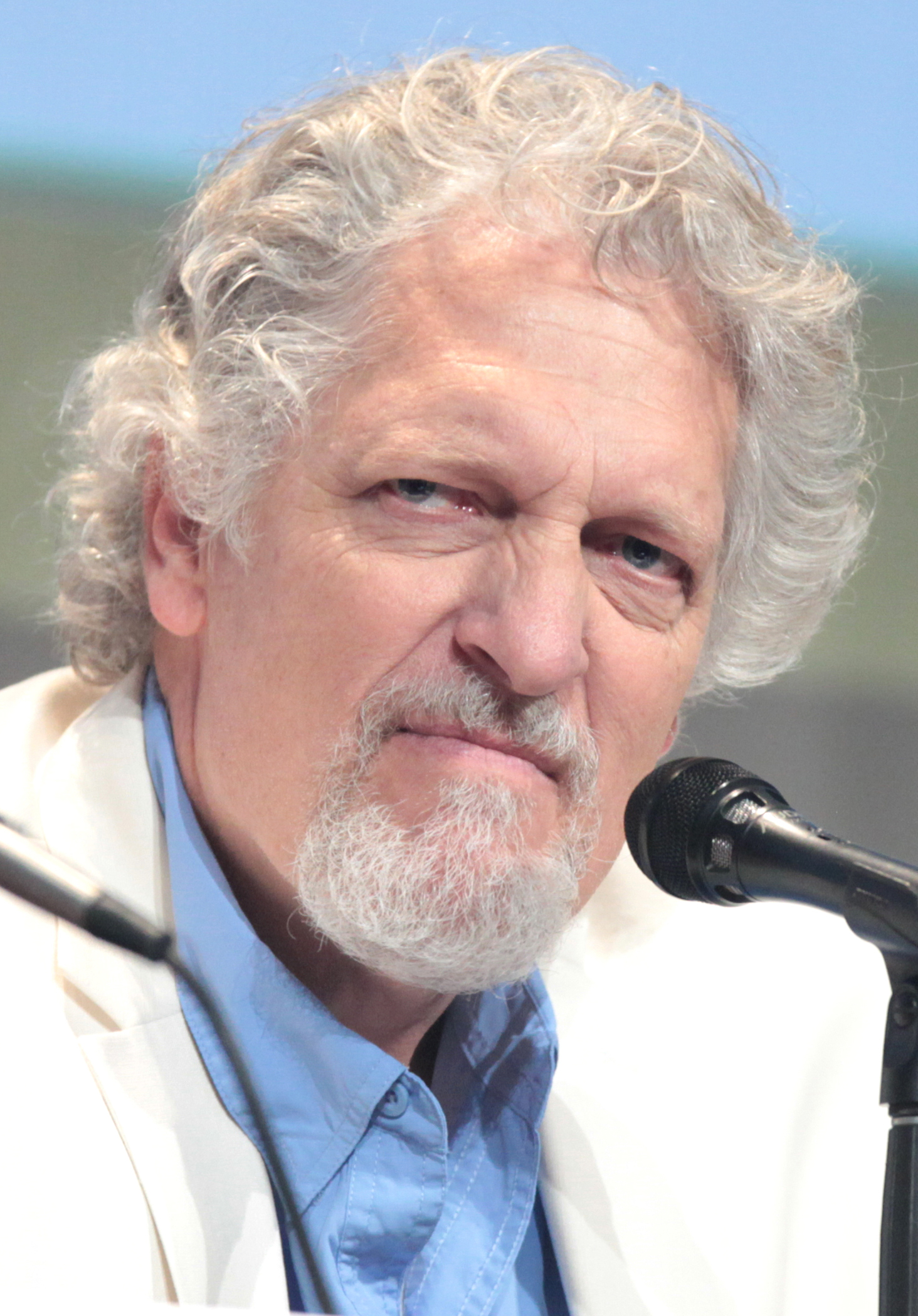
Clancy Brown fornece a voz de Mr. Krabs

A voz de Mr. Krabs é do ator americano Clancy Brown, que a descreveu como "pirata com um pouco de sotaque escocês." De acordo com Brown, ele improvisou durante sua audição e não encontrou dificuldades para encontrar a voz correta para o personagem. O ator gosta de interpretar o papel, tendo dito ao New York Post em 2015: "Eu não me importaria de fazer [a voz] até o fim dos tempos. Não há corolário no trabalho de ação ao vivo — televisão, filmes ou qualquer coisa — para interpretar um caranguejo avarento no fundo do oceano."
Em 2005, Brown concedeu uma entrevista à revista Starlog, na qual descreve seu trabalho em SpongeBob SquarePants como uma "carreira totalmente diferente" em comparação aos seus papéis em atos reais. Os outros projetos dele trouxeram alguns atores convidados para o seriado, incluindo Dennis Quaid, cujo trabalho com Brown em The Express: The Ernie Davis Story levou à sua seleção como ator convidado para o episódio "Grandpappy the Pirate".

## Recepção
Mr. Krabs teve uma recepção mista pelos críticos e fãs, com a maioria das críticas direcionadas à parcimônia e à falta de consequências realistas que ele enfrenta. Em 2014, o professor espanhol Pancracio Celdrán criticou o retrato positivo da avareza de Krabs diante do público jovem. A economista Sarah Newcomb, por sua vez, descreveu-o como um estereótipo negativo. Ela menciona o personagem no livro Loaded da editoria John Wiley & Sons, no qual escreve: "Midas, Ebenezer Scrooge, Mr. Burns e Mr. Krabs são o mesmo personagem reciclado, representando a pessoa que se preocupa com dinheiro acima de tudo."
O retrato heroico de Krabs na segunda adaptação cinematográfica de SpongeBob desagradou a estudiosa polonesa Barbara Czarniawska, pois contrasta com a caracterização de "um capitalista cruel que explora seus clientes e funcionários." Mais tarde, ela criticou como o programa aparentemente usou o personagem para tornar normal "formas de manipulação e relações de poder de exploração nos negócios." No livro de 2011, SpongeBob SquarePants and Philosophy, o cientista político Joseph J. Foy discute o lado antagônico de Krabs ao longo de vários capítulos. Foy argumenta que ele é o verdadeiro vilão do seriado e observa um problema crônico de Krabs: "Nunca parece aprender com o próprio sofrimento, ou com o testemunho da dor e das barreiras que ele inflige aos outros." Por outro lado, o contribuinte do HuffPost, Howie Klein, deu uma interpretação mais positiva do personagem em 2006, dizendo que Krabs não é "exatamente um vilão; ele é apenas um tipo republicano obcecado pela ganância." Klein entrevistou o dublador de SpongeBob, Tom Kenny, sobre o assunto; este comparou o personagem com o empresário do petróleo Erle P. Halliburton e depois o chamou de uma representação cômica do "capitalismo não controlado, impensado e não regulamentado. Tudo [para Krabs] é sobre dinheiro, não sobre o que é socialmente responsável."
Em um artigo para a revista Complex, Debbie Encalada elogiou o seriado SpongeBob como um todo por desafiar normas sociais; a interpretação de Krabs como pai solteiro de Pearl foi especificamente destacada como um exemplo da "subversividade do programa, desafiando sutilmente a ideia da família nuclear." Meghan Giannotta, do jornal Newsday, escreveu em um artigo de 2016: "Mr Krabs... pode ser conhecido por ser desprezível, mas ele também é determinado e um bom amigo e pai. Ele fará o que for necessário para fazer sua filha feliz e toma medidas extremas para ajudar a proteger seu restaurante fast-food." Em uma resenha do episódio da quarta temporada "Have You Seen This Snail?", o crítico televisivo Tom Shales descreveu Krabs como "bem-humorado" e como uma das "coisas que as pessoas adoram em SpongeBob." Paul Mavis, do DVD Talk, nomeou o episódio centrado no personagem, "Krusty Krab Training Video", como um dos melhores do seriado, destacando o retrato humorístico da história de fundo de Krabs.
O personagem também repercutiu em personalidades do esporte. O basquetebolista LeBron James afirmou que se "pudesse ser qualquer personagem do programa, ele seria o Mr. Krabs." O cartunista Michael Cavna comentou a importante opinião de James; escrevendo para o The Washington Post, ele achou intrigante como "o bilionário da NBA cita seu respeito pelo... avarento residente do programa." Mr. Krabs também é o personagem favorito em SpongeBob do running back de futebol americano Cedric Benson.

## Em outros meios de comunicação
Mr. Krabs vem sendo incluído em vários produtos relacionados com SpongeBob SquarePants, tais como brinquedos de pelúcia, histórias em quadrinhos, jogos eletrônicos e cartões comerciais. O restaurante do personagem, o Krusty Krab, também serviu de modelo de construção de mercadorias do Grupo Lego. Durante o desfile semanal "SpongeBob ParadePants" do SeaWorld da Austrália, Krabs foi representado através de um animatrônico em um carro alegórico inspirado no Krusty Krab. Este, por sua vez, inspirou vários estabelecimentos reais não afiliados à Nickelodeon ou à sua empresa controladora, a Viacom. Em Santa Elena, na Costa Rica, um restaurante de mesmo nome foi inaugurado em 2012, mas encerrou as atividades um ano depois. Em 24 de julho de 2014, na cidade palestina de Ramala, uma empresa chamada Salta Burgers recebeu repercussão online após ter construído um Krusty Krab, o qual serve frutos do mar e sua própria versão do Krabby Patty. Na capital da Rússia, Moscou, um restaurante temático inspirado no correspondente fictício foi aberto em 2016. Já em Dávao, nas Filipinas, um café inaugurado em 2017 recebeu o nome de KrustyKrub Cafe porque o filho dos proprietários é fã do seriado. Tanto este quanto o restaurante russo servem suas próprias versões do Krabby Patty. Nos Estados Unidos, alguns comentaristas observaram essas imitações estrangeiras. O jornal Houston Press escreveu: "o longo braço da lei de marcas registradas nos EUA não ultrapassa as águas internacionais. Todo país tem seu próprio processo de requisição da patente que deve ser seguido". Em 2016, a Viacom entrou com uma ação judicial contra a IJR Capital Investments, que planejava abrir dois restaurantes adotando o apelido em Houston e Los Angeles. No ano seguinte, um juiz do Texas decidiu a favor da Viacom.
Em 2011, o grupo de indie rock Yo La Tengo realizou uma performance para o comercial do Krusty Krab no episódio "As Seen on TV". Gravada no teatro El Rey, em Los Angeles, a performance foi incluída na primeira turnê do grupo e estrelou o vocalista Ira Kaplan como Mr. Krabs. Billy Gil, da revista L.A. Record, elogiou a performance como um todo e chamou a interpretação de Kaplan de "precisa". Em "Major League of Extraordinary Gentlemen", um episódio da comédia de desenho animado Robot Chicken: um segmento mostra o Mr. Krabs usando pernas de caranguejo como ingrediente secreto dos sanduíches Krabby Patties.
Uma faixa de The Best Day Ever, um álbum de trilha sonora de 2006, intitulada "Fishin 'for Money", apresenta a performance vocal de Clancy Brown como Mr. Krabs. No musical SpongeBob SquarePants da Broadway de 2017, baseado em SpongeBob, Krabs, interpretado por Brian Ray Norris, canta um dueto com Pearl intitulado "Daddy Knows Best", uma composição original escrita por Alex Ebert que destaca as diferenças dos personagens. O contribuinte da Variety, Steven Oxman, afirmou que a versão musical do Mr. Krabs "fracassa" em comparação com sua contraparte animada, e que a adaptação teatral "não encontra humor e nem mesmo margem na obsessão do Mr. Krabs por dinheiro, nem no elemento absurdo de que sua filha é uma baleia."